# ماير بلوم
ماير بلوم هو فيزيائي كندي، ولد في 7 ديسمبر 1928، وتوفي في 9 فبراير 2016.